# 大地丙太郎
大地丙太郎（日语：／ Daichi Akitarō，1956年1月13日—），日本的動畫導演、演出家、攝影指導。出生於群馬縣高崎市。

## 來歷
育英工業高専圖形工學科（現慈幼工業高等專門學校）、東京工藝大學短期大學部（現東京工藝大學）寫真應用科畢業。以舞台攝影為目標，在清水達正所成立的（一家動畫攝影公司）待了五年，後來曾轉職到拍攝卡拉OK的公司。
回到動畫業界後，先後擔任了制作進行以及演出的職位。在1994年與佐藤龍雄、櫻井弘明共同擔任演出的《小紅帽恰恰》中因為特殊的風格而受到注目。在1995年時以《守護天使莉莉佳》首次執導動畫，在1998年所執導的《丸少爺》則成為代表作之一。

## 作風
- 當導演時常常用小西寬子、安原麗子、名塚佳織、齋藤彩夏這些配音員。另外也喜歡找上田祐司、竹本英史、岡村明美客串配音。

## 軼事
- 與庵野秀明、平松禎史、林明美互相交流。在《新世紀福音戰士劇場版：死與新生》上映時協助製作動畫短片。與GAINAX的人有不少工作經驗。
- 參與《小紅帽恰恰》、《小豬萬萬歲》的分鏡及「演出擔當」職位，不過偶而會被誤認為這些作品是由他導演。
- 擔任神戶動畫賞數位創作獎（デジタルクリエーターズアワード）的審查委員長。
- 與江口壽史、田村信組團「E.T.T」參加各種座談會。
- 2005年8月第一次參與舞台劇的演出。

## 得獎
- 《反斗小王子》得到平成11年度（1999年）日本新媒體動漫藝術節動畫部門優秀獎。[4]
- 自己原作的OVA作品《海豚便利屋》得到平成16年度（2004年）日本新媒體動漫藝術節動畫部門優秀獎。[2]

## 主要導演作品
1995年
- 守護天使莉莉佳（首次導演的出道作品）
- 妖精姬

1996年
- 廁所裡的花子

1997年
1998年
- 反斗小王子
- 抓狂一族

1999年
- 十兵衛
- 超時空幻境

2000年
- 隨風飄的月影蘭

2001年
- 水果篮子（台譯：幻影天使→魔法水果籃）
- 美少女生活

2002年
- 我們這一家
- 搞笑漫畫日和

2004年
- 十兵衛2
- 龍王傳說

2005年
- 搞笑漫畫日和

2006年
- 搞笑漫畫日和2
- 我們的存在

2008年
- 搞笑漫畫日和3

2009年
- 夢象成真
- 來來貓（身份為「演出」）

2010年
- 搞笑漫畫日和+
- 嬌蠻貓娘大橫行（第四話）

2012年
- 嘟嘟貓觀察日記
- 元氣少女緣結神

2016年
- 信長的忍者（分鏡、演出）

2017年
- 信長的忍者2 伊勢·金崎篇

2018年
- 信長的忍者3 姉川·石山篇

2019年
- 明治東京戀伽

2022年
- 名偵探柯南 犯人·犯澤先生
- 我與機器子

## 主要攝影指導作品
- 強殖裝甲（1986年版）
- 禁斷默示錄
- パーマン バードマンがやって来た!!
- 福星小子 完結篇
- HARELUYA Ⅱ BØY

## 分鏡、演出、攝影以及其他作品
- 哆啦A夢（第2作1期，的分鏡）
- 螢火蟲之墓（攝影）
- （製作、演出、分鏡）
- 電子神童（攝影）
- 桃太郎傳説（第26、32話演出、分鏡）
- （演出、分鏡）
- （第2、3期特別版演出、分鏡）
- 奇蹟女孩（演出、分鏡）
- 小巫仙（第68、81、95、100、107、124、139、158、163話演出，第95、107、139、158、163話分鏡）
- （演出、分鏡）
- 城市風雲兒（演出、分鏡）
- 靈犬雪麗（攝影）
- 忍者亂太郎（第3期分鏡）
- 叮噹貓（演出、分鏡）
- 貓狗寵物街（分鏡）
- 秀逗泰山（第17、24話演出，第17、24、36話分鏡）
- 小紅帽恰恰（演出、分鏡）
- 卡拉OK戰士（演出、分鏡）
- （第1期演出、分鏡）
- （演出、分鏡）
- （演出、分鏡）
- （演出、分鏡）
- （演出、分鏡）
- （演出、分鏡）
- （演出、分鏡）
- （第1、5、6話分鏡）
- 天地無用!（分鏡）
- 沉默的艦隊（分鏡）
- 浪客剑心（第3話分鏡）
- 機械女神（分鏡）
- 靈異獵人（第2、6話分鏡）
- 烏龍派出所（特別版分鏡）
- 小豬萬萬歲（第2、13話分鏡）
- 吸血姬美夕（第15話分鏡）
- Di Gi Charat（夏特別版脚本、演出、分鏡）
- 小公主優希（第13話分鏡）
- 妹妹公主 RePure（第8話演出、分鏡）
- 百变之星（ED導演）
- カレイドスター 新たなる翼（ED導演）
- （OP分鏡）
- （分鏡）
- 蟲師（第19話分鏡）
- GO！純情水泳社！（第11話分鏡）
- （腳本）
- （CM分鏡、演出）
- VOMIC版（演出）
- 嬌蠻貓娘大橫行!（第4話音響監督）
- 豆富小僧（分鏡）
- 笨蛋，測驗，召喚獸（第13話分鏡）
- 火影忍者疾風傳（OP10分鏡・演出）
- BRAVE10（第3、7話分鏡）
- 農林（第3話分鏡）
- 日常生活中的異能戰鬥（第2、4話分鏡）
- 蟲師 續章（第19話分鏡）
- 駭客娃娃（第5、6話分鏡）
- 小魔女學園（第9話分鏡）
- 超回転 寿司ストライカー The Way of Sushido（動畫監督）
- 街角魔族（第5話分鏡&演出、第9話分鏡）
- 蠟筆小新（SPECIAL85分鏡）
- 擅長捉弄人的高木同學2（第11話分鏡）
- ONE PIECE（分鏡）
- 夢夢貓（第3話分鏡）
- 隱瞞之事（第6話分鏡）

## 節目演出
- - 杉並區地方頻道，與廣播劇聲優伊東久美子一起擔任主持人的節目。

## 著書
- 專欄，月刊Animage連載。
- 小説，Sony Magazines，2000年－2001年，ISBN 4-7897-1637-6 ISBN 4-7897-1659-7
- 漫畫（1巻、2巻），原作：大地丙太郎，作画：たかしたたかし，アニメージュコミックス，德間書店，2000年－2001年，ISBN 4-19-770081-4 ISBN 4-19-770087-3
- 新書《これが「演出」なのだっ 天才アニメ監督のノウハウ》，講談社，月刊Afternoon新書，2009年8月11日，ISBN 4063647811

## 外部連結
- （日語） 大地丙太郎Web E.T.T （页面存档备份，存于）
- （日語） 大地丙太郎スタイル （页面存档备份，存于）